# Dasha Nekrasova
Dar'ja Dmitrievna Nekrasova, detta Dasha (in russo Дарья Дмитриевна Некрасова?; in bielorusso Дар'я Дзмітрыеўна Някрасава?, Dar"ja Dzmitryjeŭna Njakrasava; Minsk, 19 febbraio 1991), è un'attrice, regista e sceneggiatrice bielorussa naturalizzata statunitense.

## Biografia
Daria Dmitrievna Nekrasova è nata il 19 febbraio 1991 a Minsk, da genitori che lavoravano come acrobati. Quando aveva quattro anni, è emigrata negli Stati Uniti d'America, stabilendosi a Las Vegas. Ha frequentato il liceo alla Las Vegas Academy of the Arts, diplomandosi nel 2008. In seguito ha frequentato il Mills College at Northeastern University, dove ha studiato sociologia e filosofia. Nel 2018, ha debuttato al cinema come attrice e sceneggiatrice nel film Wobble Palace, diretto da Eugene Kotlytarenko e presentato in anteprima al South by Southwest. Nello stesso anno, ha interpretato la protagonista nel film Softness of Bodies di Jordan Blady. Il 29 marzo 2018, ha iniziato a condurre il podcast Red Scare assieme a Anna Khachiyan.
Nel febbraio 2019 ha sfilato, insieme a Khachiyan, come modella presso la Marlborough art gallery di Manhattan, presentando la collezione Fall 2019 disegnata da Rachel Comey. Nel 2021, ha fatto il suo debutto alla regia con The Scary of Sixty-First, un thriller ispirato alla morte di Jeffrey Epstein. Il film è stato presentato in anteprima alla 71ª edizione del Festival internazionale del cinema di Berlino ed ha vinto il premio per la migliore opera prima. Nello stesso anno, ha interpretato Comfrey nella serie drammatica di HBO Succession, per la quale ha vinto uno Screen Actors Guild Award per il miglior cast in una serie drammatica. Nel 2023, ha doppiato Liz nella serie animata Fired on Mars, interpretato Beverly nel film Bad Behaviour con Jennifer Connelly ed ha interpretato Dakota in La Bête di Bertrand Bonello.
Nel 2025 recita nella commedia romantica Material Love, per la regia di Celine Song.

## Filmografia

### Attrice

#### Cinema
- Wobble Palace, regia di Eugene Kotlyarenko (2018)
- Softness of Bodies, regia di Jordan Blady (2018)
- The Ghost Who Walks, regia di Cody Stokes (2019)
- Sunday Girl, regia di Peter Ambrosio (2019)
- PVT Chat, regia di Ben Hozie (2020)
- We Are, regia di Eugene Kotlyarenko (2020)
- The Scary of Sixty-First, regia di Dasha Nekrasova (2021)
- Bad Behaviour, regia di Alice Englert (2023)
- The Beast (La Bête), regia di Bertrand Bonello (2023)
- Material Love (Materialists), regia di Celine Song (2025)

#### Televisione
- Cotton – webserie (2014)
- Steps – webserie (2017)
- The Special Without Brett Davis – serie TV, episodio 2x34 (2018)
- Mr. Robot – serie TV, episodio 4x01 (2019)
- Oh Jerome, No – miniserie TV, 1 puntata (2019)
- Cake – serie TV, episodio 1x04 (2019)
- Dickinson – serie TV, episodio 1x09 (2019)
- The Serpent – miniserie TV, 1 puntata (2021)
- Cinema Toast – serie TV, episodio 1x02 (2021)
- Succession – serie TV, 9 episodi (2021)

#### Cortometraggi
- The Eating Place, regia di Luke Haskard (2015)
- Hypochondria, regia di Peter Ambrosio (2015)
- The Lotus Gun, regia di Amanda Milius (2015)
- The Sound of Blue, Green and Red, regia di Joshua Erkman (2016)
- The Art of Eating, regia di Actually Huizenga (2017)
- Normalize, regia di Lizzy Born (2017)
- Nothing Bad Will Happen, regia di Pete Ohs (2018)

### Doppiatrice
- Disco Elysium – videogioco (2019)
- The Shivering Truth – serie animata, episodio 2x05 (2020)
- Fired on Mars – serie animata, episodi 3 episodi (2023)

### Sceneggiatrice
- Wobble Palace, regia di Eugene Kotlyarenko (2018)
- Spectacular Reality, regia di Ben Ditto – cortometraggio (2020)
- The Scary of Sixty-First, regia di Dasha Nekrasova (2021)

### Regista
- The Scary of Sixty-First (2021)

## Doppiatrici italiane
Nelle versioni in italiano delle opere in cui ha recitato, Dasha Nekrasova è stata doppiata da:
- Veronica Puccio in Succession
- Veronica Benassi in The Beast

## Premi e riconoscimenti
- Festival internazionale del cinema di Berlino
  - 2021 - Miglior opera prima per The Scary of Sixty-First
  - 2021 - Candidatura al Teddy Award per The Scary of Sixty-First
  - 2021 - Candidatura all'Encounters Award per The Scary of Sixty-First
- Screen Actors Guild Award
  - 2022 - Miglior cast in una serie drammatica per Succession